# 愛知県道384号小坂井御津線
愛知県道384号小坂井御津線（あいちけんどう384ごう こざかいみとせん）は、愛知県豊川市宿町から同市御津町西方に至る県道である。

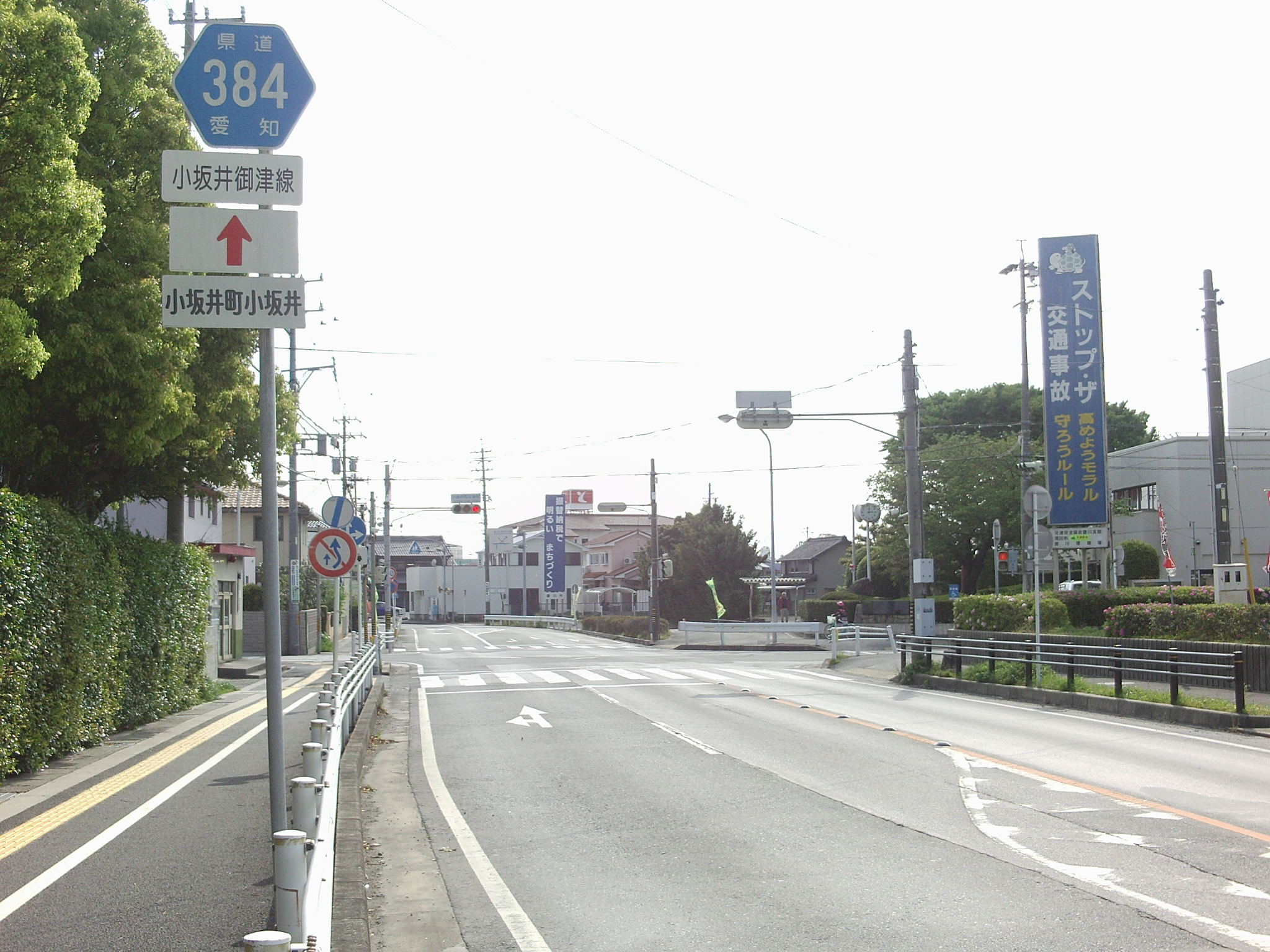
小坂井町（現･豊川市の市域）の市街地域。役場や消防署、交番などがある。

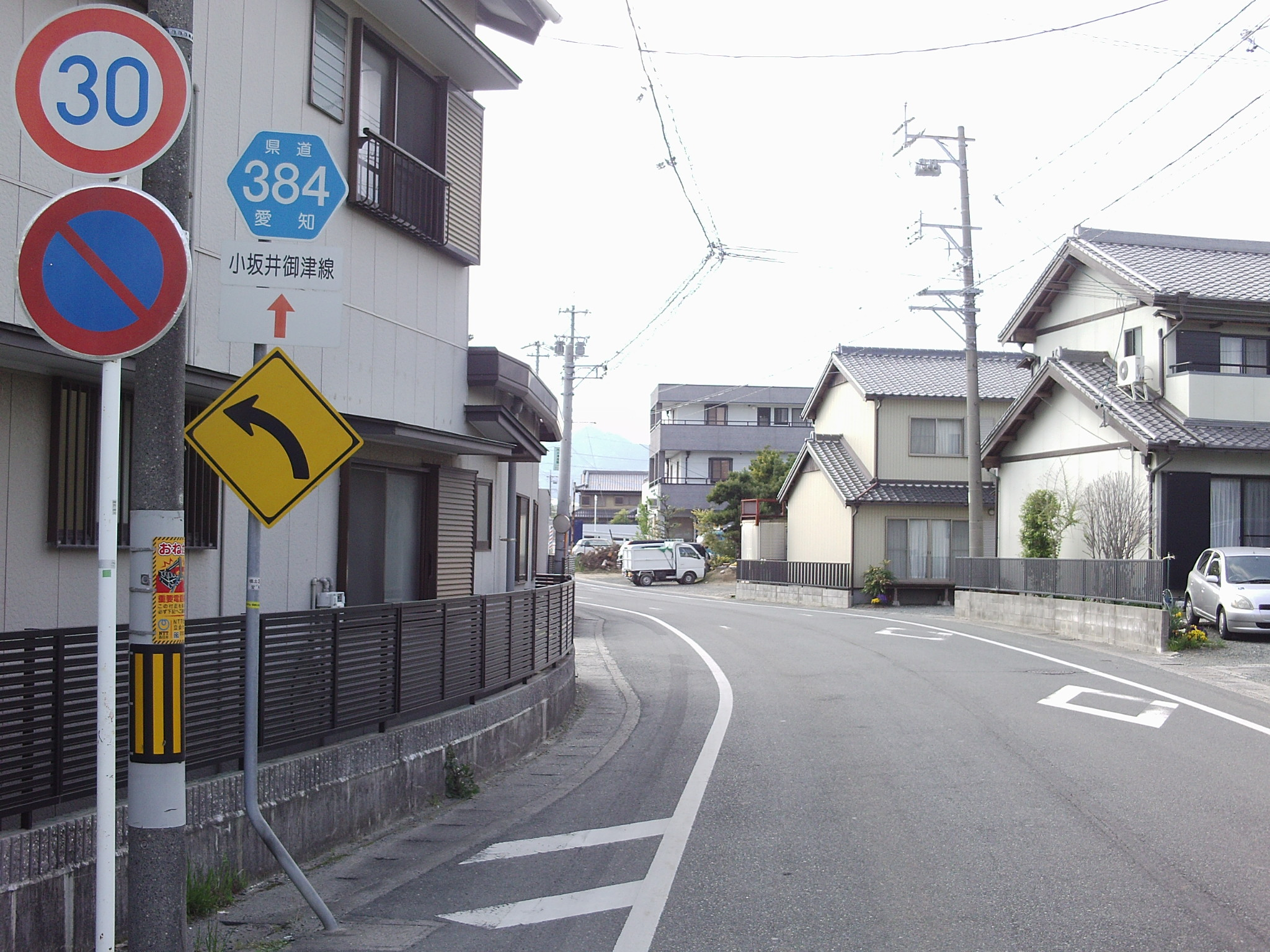
この県道は多くの区間で平坂街道を踏襲しており、旧街道の名残がある。

## 概要
名鉄名古屋本線 伊奈駅・JR東海道本線 小坂井駅付近からJR東海道本線に沿うように走り、JR東海道本線 愛知御津駅付近に至る道路。名鉄名古屋本線とJR東海道本線の間のあたりには工場が集中している。工場群を過ぎると家が少なくなるが、御津町に入ると再び増えてくる。御津町のJR踏切から終点までの区間は、愛知県道31号東三河環状線の旧道である。

### 路線データ
- 起点：愛知県豊川市宿町（小坂井交差点）
- 終点：愛知県豊川市御津町西方（為当町市木交差点）
- 全長：約5.4km

## 沿革
- 1995年3月31日：それまでの一般県道384号西方下長山線を区間変更して認定

## 地理
起点付近の道路は、飯田線沿いの旧道が国道1号と立体交差になっていたため、改めて国道1号に接続すべく後年新設されたものである。起点からすぐの宿西交差点にはコンビニがある。豊川市役所小坂井支所の前を過ぎると、古当交差点で沿線に商店街のある旧道と合流する。名鉄線の踏切を渡り工場群の前を西進してJR線の踏切を渡ると、豊橋方面の県道が分かれる柳橋東交差点に差し掛かる。佐奈川を渡って国道23号（豊橋バイパス）に接続する小坂井御津IC周辺からしばらく田園風景が広がる道を進み、白川を渡ると民家や商店が並ぶ御津の町並に入って音羽川を渡る。さらにこの通りを行くと少し広い道に突き当たる。ここを右折してすぐに「御油踏切」でもう一度JR線を渡り、西方商店街を抜ければ終点の交差点に着く。

### 通過する自治体
- 愛知県
  - 豊川市

### 接続する道路
- 国道1号（小坂井交差点：交差）
- 愛知県道495号宿谷川線（同：直進）
- 愛知県道496号白鳥豊橋線（宿西交差点）
- 愛知県道375号前芝国府停車場線（柳橋東交差点・小坂井御津インター交差点間で重複）
- 国道23号（豊橋バイパス）（小坂井御津IC）
- 愛知県道501号愛知御津停車場線（御津町西方松本：東海道線踏切北）
- 愛知県道31号東三河環状線（為当町市木交差点：交差）
- 豊川市道国府御津線（同上、直進継承）

### 沿線
- ファミリーマート豊川小坂井町店
- 豊川市立小坂井東小学校
- 小坂井町郷土資料館
- 豊川市役所 小坂井支所
- 名鉄名古屋本線 伊奈駅
- 日本トレクス 本社工場
- 雪印メグミルク 豊橋工場
- ファミリーマート豊川小坂井伊奈店
- ファミリーマート御津下佐脇店
- 豊川市立御津南部小学校
- 御津郵便局
- JAひまわり Aコープ御津店
- JR東海道本線 愛知御津駅
- ファミリーマート豊川御津店

## 備考
1975年（昭和50年）まで、豊橋鉄道バスが、愛知県道496号白鳥豊橋線を経由して豊橋駅と西金野を結ぶバスを運行していたが、御津町（現・豊川市）内でワンマンバス運行のための道路幅員が足らず、改修の見込みもなかったために、大幅に離れた国道1号へルート変更し、事実上廃止になった。

## 別名
- 平坂街道（豊川市、蒲郡市、幸田町、西尾市）